# Науменко, Александр Петрович
Александр Петрович Науменко (род. 26 ноября 1961 года) — профессор кафедры «Радиотехнические устройства и системы диагностики» ОмГТУ, доктор технических наук, профессор, специалист по вибродиагностике, акустической эмиссии, визуальному и измерительному контролю.

## Биография
1984 год — окончил Омский политехнический институт по специальности «Радиотехника». В этом же году начал заниматься разработкой аппаратуры для анализа вибраций.
1990 — 1994 годы — работал на кафедре «Радиотехнические устройства»; сперва: ассистентом, затем: старшим преподавателем.
1990 год — закончил очную аспирантуру на кафедре Э-2 «Комбинированные двигатели внутреннего сгорания» МГТУ им. Н. Э. Баумана. Он, также, внёс большой вклад в создание автоматизированных систем научных исследований на кафедре Э-2.
1991 год — защитил кандидатскую диссертацию в Московском государственном техническом университете им. Н. Э. Баумана по теме «Разработка методики теоретических и экспериментальных исследований статистических параметров динамических процессов, характерных для двигателей внутреннего сгорания».
С 1997 года работает профессором кафедры «Радиотехнические устройства и системы диагностики». С июля 1994 год работал старшим научным сотрудником в НПЦ «Динамика». С 1998 года работает начальником сектора радиоэлектронных средств.
С 2000 года переведён на должность руководителя новоорганизованного Учебного центра. С 2003 года — руководитель лаборатории неразрушающего контроля (ЛНК).
2012 год — защитил докторскую диссертацию в Омском государственном техническом университете (ОмГТУ) по теме «Научно-методические основы вибродиагностического мониторинга поршневых машин в реальном времени».
С 1 сентября 2018 года работает в Омском государственном техническом университете

## Область научных интересов
В область научных интересов Александра Петровича входит исследование методов диагностики и мониторинга технического состояния поршневых машин, — включая поршневые компрессоры опасных производств и двигатели внутреннего сгорания.

Он является экспертом в области промышленной безопасности.

## Достижения
Александр Петрович Науменко является автором более 200 публикаций и 12 учебных пособий; одно из них было рекомендовано Учебно-методическим объединением вузов Российской Федерации по образованию в области приборостроения и оптотехники — для студентов высших учебных заведений, обучающихся по направлению подготовки 200100 «Приборостроение» и приборостроительным специальностям.

Ряд публикаций был подготовлен в соавторстве.

Также, он принимал участие в разработке 11 нормативно-методических документов; в том числе — межгосударственных, национальных и отраслевых стандартов.

Разработки Александра Петровича защищены 15 патентами на изобретения и промышленные образцы.

Александр Науменко был участником многих российских и международных конференций:
- COMADEM 2009. 22rd International Congress on Condition Monitoring and Diagnostic Engineering Management (June 9-11, 2009). Сан-Себастьян, Испания;
- CM2009/MFPT2009. The sixth international conference on condition monitoring and machinery failure prevention technologies. Дублин, Ирландия;
- 10th European Conference on Non-Destructive Testing (June 7-11, 2010), Москва, Россия;
- COMADEM 2010. 23rd International Congress on Condition Monitoring and Diagnostic Engineering Management (June 28 — July 2, 2010). Нара, Япония;
- CM2010/MFPT2010. The Seventh International Conference on Condition Monitoring and Machinery Failure Prevention Technologies (June 22-24, 2010). Стратфорд-апон-Эйвон, Великобритания;
- COMADEM 2011. 24th International Congress on Condition Monitoring and Diagnostic Engineering Management (May 30 — June 1, 2011). Ставангер, Норвегия;
- CM2011/MFPT2011. The Eighth International Conference on Condition Monitoring and Machinery Failure Prevention Technologies (June 20-22, 2011). Кардифф, Великобритания;
- CM2012/MFPT2012. The Ninth International Conference on Condition Monitoring and Machinery Failure Prevention Technologies (June 11-14, 2012). Лондон, Великобритания;
- CM2013/MFPT2013. The Tenth International Conference on Condition Monitoring and Machinery Failure Prevention Technologies (June 17-20, 2013). Лондон, Великобритания;
- COMADEM 2013. 26th International Congress on Condition Monitoring and Diagnostic Engineering Management (June 11-12, 2013). Хельсинки, Финляндия;
- CM/MFPT 2014. XI International Conference on Condition Monitoring and Machinery Failure Prevention Technologies (10-12 June, 2014). Манчестер, Великобритания;
- СМ/MFPT 2015. XII International Conference Condition Monitoring and Machinery Failure Prevention Technologies (9-11 June, 2015). Оксфорд, Великобритания;
- OGE-2015. International Conference on Oil and Gas Engineering (25-30 april, 2015). Омск, Россия;
- OGE-2016, International Conference on Oil and Gas Engineering (26-30 april, 2016). Омск, Россия;
- CM2016/MFPT2016. Thirteenth International Conference on Condition Monitoring and Machinery Failure Prevention Technologies (10-12 October 2016). Шарантон-лё-Пон, Франция;
- 2016 Joint Conference/Symposium of the Society for Machinery Failure Prevention Technology and the International Society of Automation (24-26 May, 2016). Дейтон, Огайо, США;
- WCCM 2017. 1st World Congress on Condition Monitoring (13 — 16 June, 2017). Лондон, Великобритания.